# MacBook (Retina)
Das MacBook ist ein 12-Zoll-Notebook des US-amerikanischen Unternehmens Apple, das am 9. März 2015 vorgestellt wurde. Es unterscheidet sich deutlich von der ersten MacBook-Baureihe, die von 2006 bis 2012 als Einstiegsmodell angeboten wurde. Die „Retina“-MacBooks sind dagegen besonders kompakt und leicht und lassen sich als Nachfolger des MacBook Air mit 11-Zoll-Bildschirm sehen.
Das MacBook führte neue Designelemente ein, die später auch in anderen Baureihen wie dem MacBook Pro der vierten Generation und dem MacBook Air der dritten Generation übernommen wurden. Zu den Änderungen gehörte eine neue Tastaturkonstruktion („Butterfly“) für eine dünnere Bauweise, die Verwendung von USB-C als einziger Schnittstelle und der Wegfall des beleuchteten Polycarbonat-Logos, das durch ein poliertes Metalllogo ersetzt wurde. Es wurde außerdem ein druckempfindliches Touchpad (Force Touch mit Taptic Engine) eingeführt. Andere optische Änderungen waren eine Scharnierabdeckung aus Aluminium sowie der Modellname auf einem schwarzen Band unterhalb des Bildschirms.
Das MacBook war als erstes Aluminium-Notebook von Apple in unterschiedlichen Farben erhältlich. Außer im bisherigen Aluminium-Silber war das Gerät in Gold und „Space-Grau“ verfügbar, spätere Modelle teilweise auch in Roségold.
Die Produktion des zuletzt 2017 aktualisierten Notebooks wurde 2019 ohne direkten Nachfolger eingestellt.

## Spezifikationen
Das MacBook hat einen 12-Zoll-Retina-Bildschirm mit einer Auflösung von 2304 × 1440 Pixel und besitzt einen einzelnen USB Typ C-Anschluss (zur Datenübertragung und zum Aufladen des Geräts) sowie einen Klinkenstecker-Anschluss für Kopfhörer als einzige Anschlüsse.
In allen Modellen kommen energiesparende Prozessoren zum Einsatz, die ohne Lüfter betrieben werden. Dadurch bedingt haben die ursprünglichen Modelle eine geringere Leistung als die MacBook-Air-Modelle von 2015. Erst die Modelle aus dem Jahr 2017 sind leistungsfähiger. Prozessor, Arbeitsspeicher und SSD sind fest mit der Hauptplatine verlötet und können nachträglich nicht aufgerüstet werden.

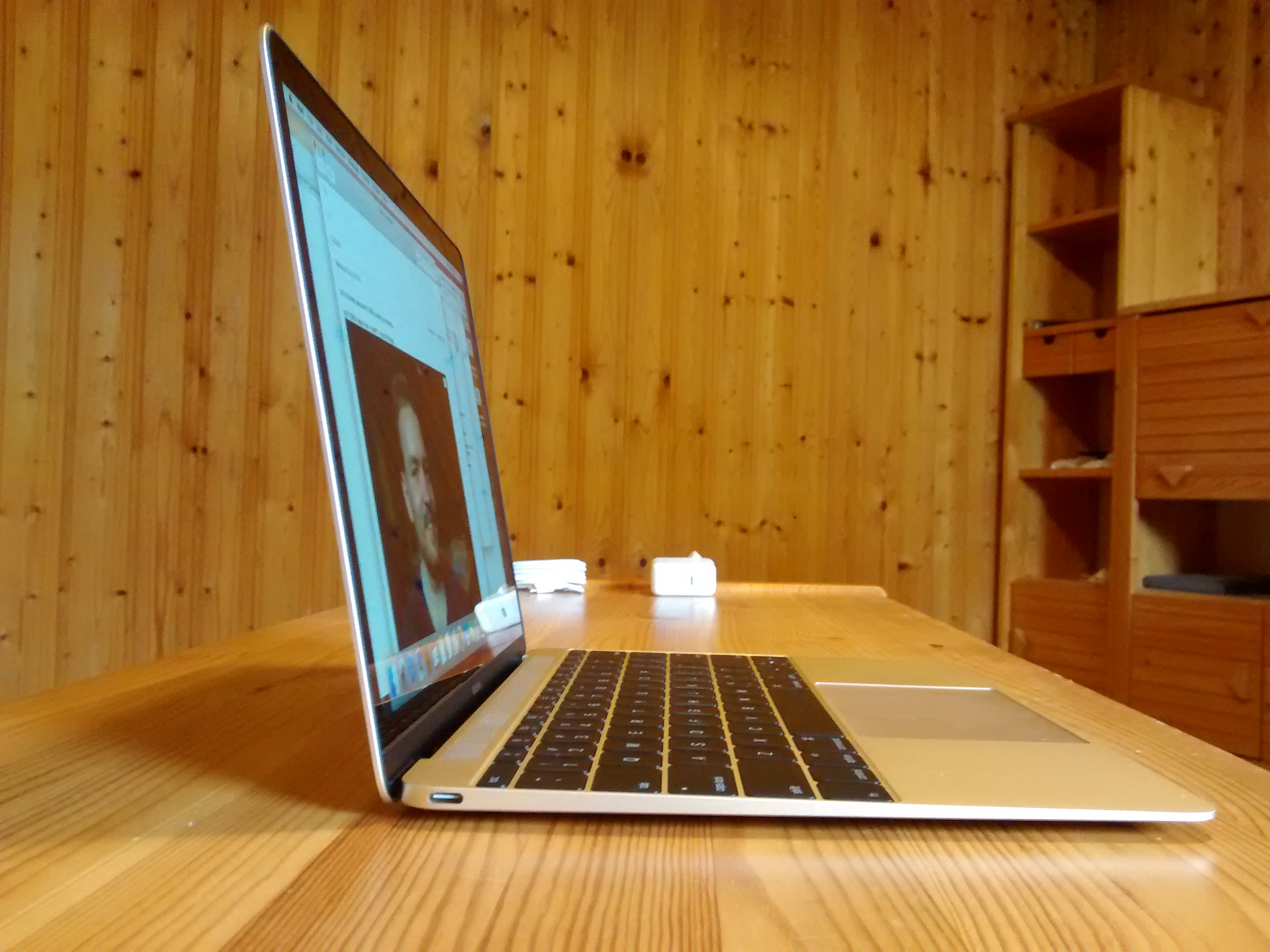
Seitenansicht
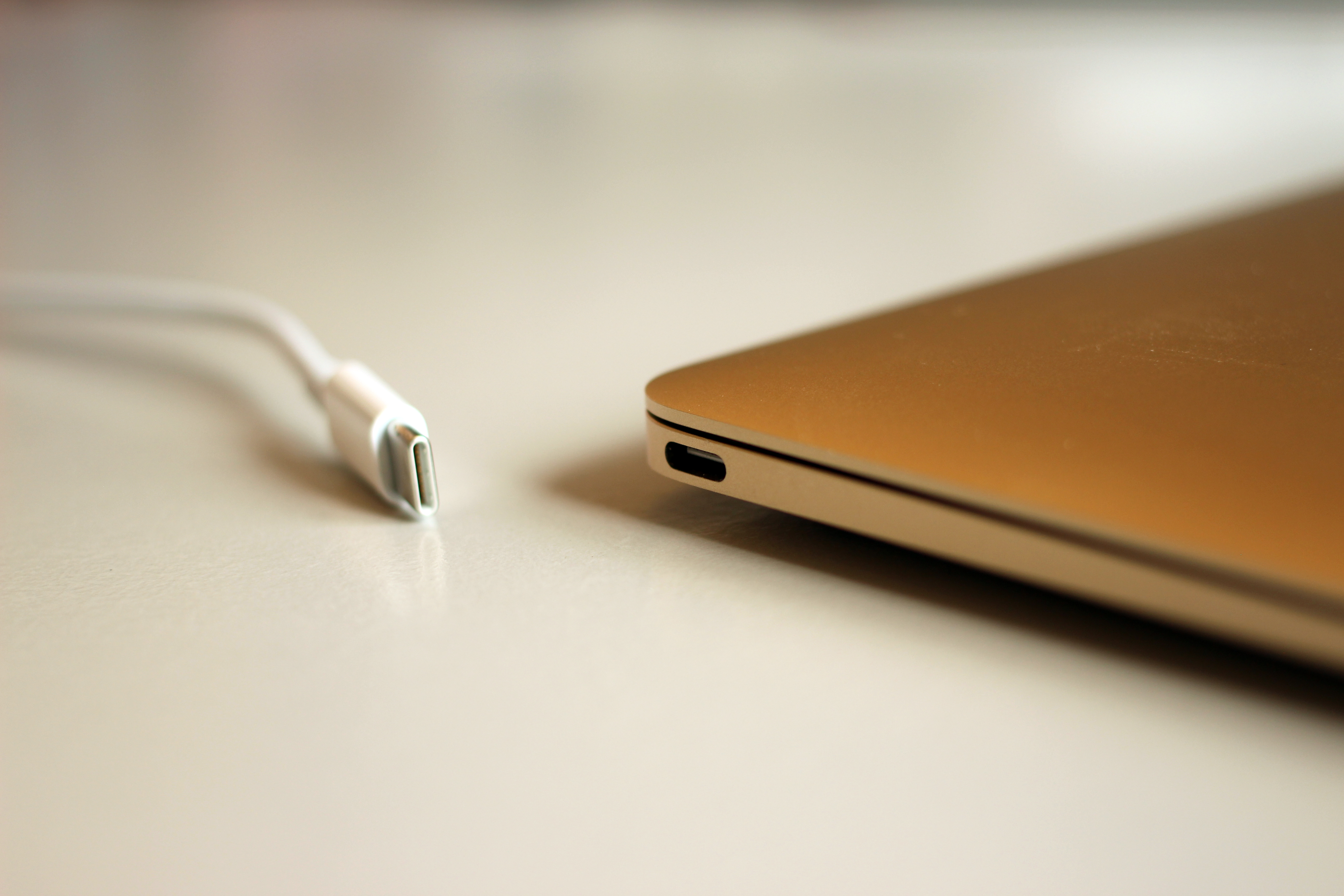
USB-C-Anschluss und -Kabel
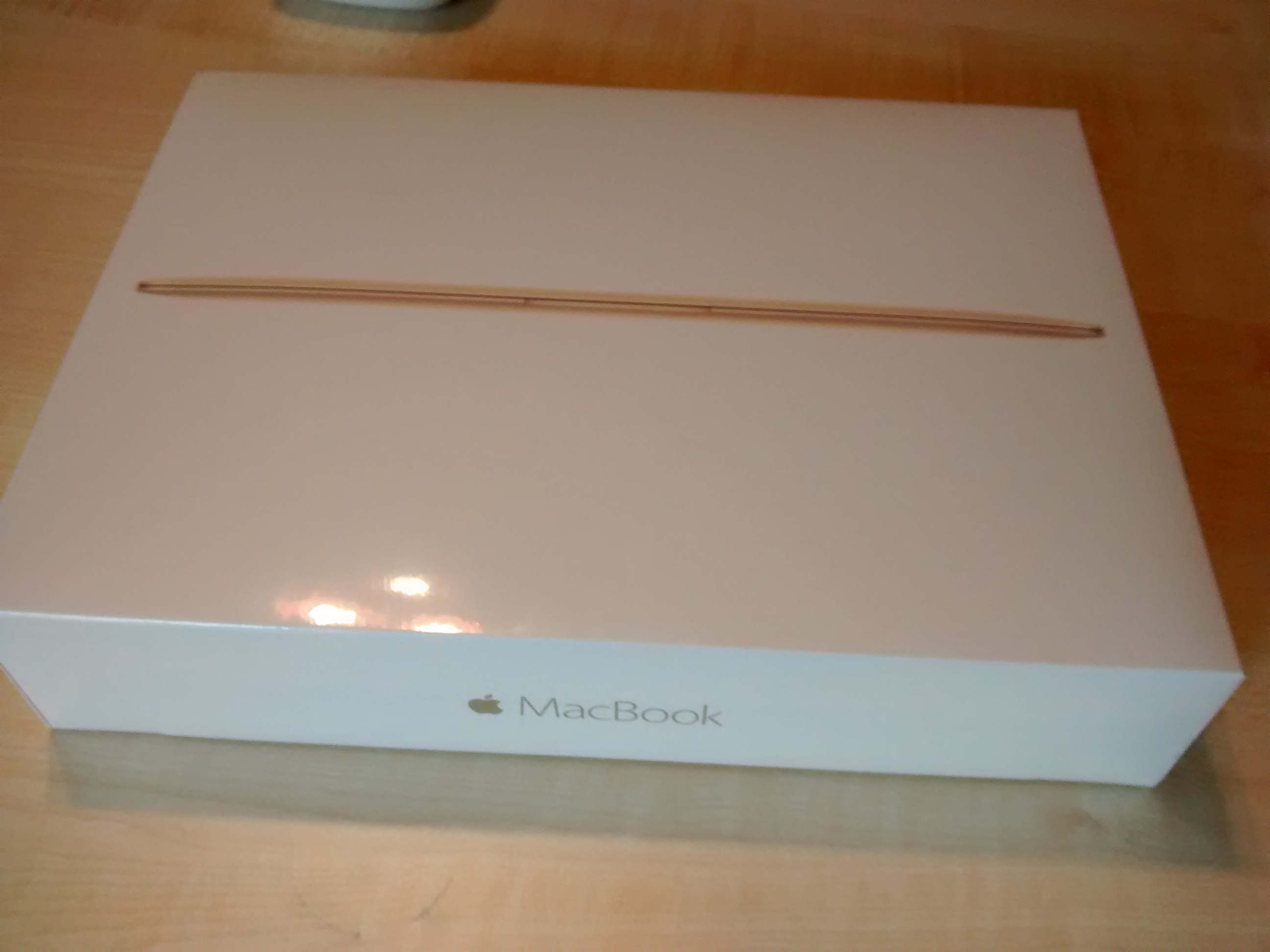
Verpackung
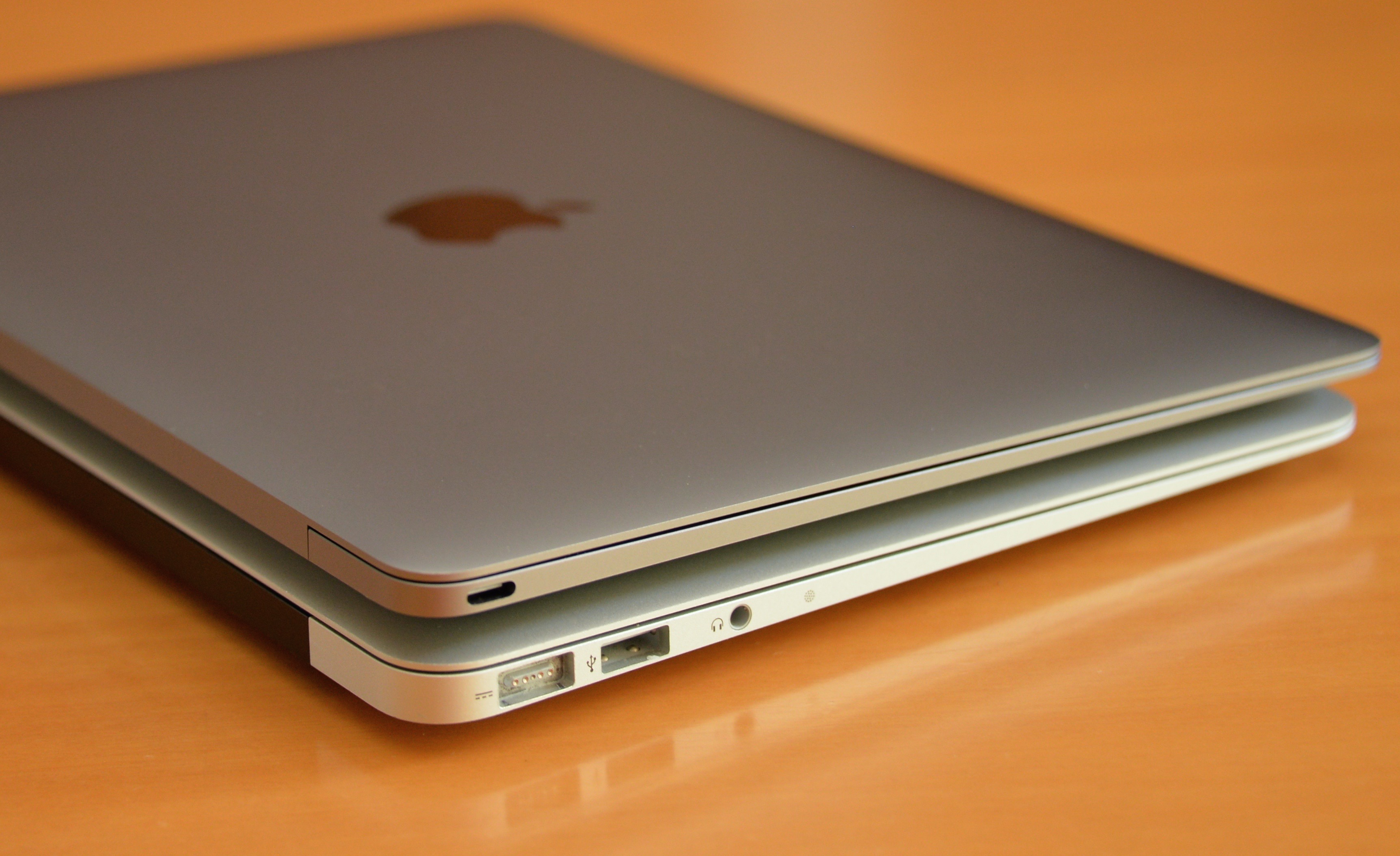
Space-graue Variante auf einem MacBook Air 11″

### Neuerungen Anfang 2016
Bei der Modellpflege Anfang 2016 wurden im Wesentlichen die Prozessoren aktualisiert. Es wurden Skylake- anstatt Broadwell-Prozessoren eingesetzt. Weiter wurde auf den Arbeitsspeicher mit 1866 MHz statt mit 1600 MHz zugegriffen. Auch die Schreibgeschwindigkeit der SSD wurde um bis zu 90 % erhöht. Zusätzlich wurde die Gehäusefarbe Roségold eingeführt.

### Neuerungen 2017
Zur WWDC 2017 bekam das MacBook eine Modellpflege. Die Prozessoren der Kaby-Lake-Architektur ersetzten diejenigen aus dem Vorjahr, wobei diese seitens Intel nun in m3, i5 und i7 statt in m3, m5 und m7 gestaffelt waren. Es gab erstmals eine Option mit 16 GB Arbeitsspeicher. Die Tastatur basierte auf dem verbesserten Butterfly-Mechanismus der zweiten Generation. Die verwendeten SSDs waren 50 % schneller im Vergleich zum Vorgänger. Insgesamt wurde die Systemleistung im Vergleich zu den Vorgängermodellen deutlich gesteigert.

### Neuerungen 2018
Mit der Vorstellung des MacBook Air der dritten Generation im Oktober 2018 wurden auch die Farben des MacBooks angepasst. Die Farbe Roségold wurde gestrichen. Stattdessen war die Farbe „Gold“ nun etwas wärmer. Diese neue Goldfarbe war zuvor bereits vom iPhone 8 und iPhone 8 Plus sowie dem iPad der 6. Generation bekannt.
Am 9. Juli 2019 wurde der Verkauf des MacBooks eingestellt. Da das MacBook Air Retina an diesem Tag im Zuge einer Modellpflege um 100 € reduziert wurde, kostete es mit 256 GB Speicher 1499 € und damit so viel wie das MacBook Retina mit gleichem Speicher. Das MacBook Air bot zum gleichen Preis neuere Prozessoren, Touch ID, den Apple T2-Koprozessor und True Tone. Erst Ende 2020 nahm Apple mit dem MacBook Air mit M1-Prozessor wieder ein lüfterloses Notebook in sein Programm auf.

## Modellübersicht
Legende: Produktion eingestellt — Aktuell
| Plattform                                     | Intel Core M | Intel Core M | Intel Core M |
| Generation                                    | Broadwell | Skylake | Kaby Lake |
| Modell                                        | MacBook (Anfang 2015) | MacBook (Anfang 2016) | MacBook (2017) |
| --------------------------------------------- | --- | --- | --- |
| Modell-Identifizierung                        | MacBook8,1 | MacBook9,1 | MacBook10,1 |
| Erscheinungsdatum                             | 9. März 2015 | 19. April 2016 | 5. Juni 2017 |
| Bildschirm                                    | 12″-Bildschirm mit LED-Hintergrundbeleuchtung mit IPS-Technik, 2304 × 1440 Pixel Auflösung bei einer Dichte von 226 Pixel pro Zoll, 16:10-Seitenverhältnis | 12″-Bildschirm mit LED-Hintergrundbeleuchtung mit IPS-Technik, 2304 × 1440 Pixel Auflösung bei einer Dichte von 226 Pixel pro Zoll, 16:10-Seitenverhältnis | 12″-Bildschirm mit LED-Hintergrundbeleuchtung mit IPS-Technik, 2304 × 1440 Pixel Auflösung bei einer Dichte von 226 Pixel pro Zoll, 16:10-Seitenverhältnis      |
| Grafik                                        | Intel HD Graphics 5300 | Intel HD Graphics 515 | Intel HD Graphics 615 |
| Festplatte, auf PCIe-basiertem Flash-Speicher | 256 GB oder 512 GB | 256 GB oder 512 GB | 256 GB oder 512 GB |
| Prozessor                                     | Broadwell 2 Kerne Intel Core M-5Y31 mit 1,1 – 2,4 GHz oder Intel Core M-5Y51 mit 1,2…2,6 GHz Optional: Intel Core M-5Y71 mit 1,3 – 2,9 GHz                 | Skylake 2 Kerne Intel Core m3-6Y30 mit 1,1 – 2,2 GHz oder Intel Core m5-6Y54 mit 1,2…2,6 GHz Optional: Intel Core m7-6Y75 mit 1,3 – 3,1 GHz                | Kaby Lake 2 Kerne Intel Core m3-7Y32 mit 1,2 – 3,0 GHz und 4 MB L3-Cache oder Intel Core i5-7Y54 mit 1,3…3,2 GHz Optional: Intel Core i7-7Y75 mit 1,4 – 3,6 GHz |
| Arbeitsspeicher                               | 8 GB 1600 MHz LPDDR3 | 8 GB 1866 MHz LPDDR3 | 8 GB 1866 MHz LPDDR3, optional 16 GB |
| Funkverbindungen                              | Wi-Fi 5 (802.11ac) | Wi-Fi 5 (802.11ac) | Wi-Fi 5 (802.11ac) |
| Funkverbindungen                              | Bluetooth 4.0 | Bluetooth 4.0 | Bluetooth 4.2 |
| Anschlüsse                                    | 1 × USB-C 3.1, 1. Generation (5 Gbit/s) 1 × 3,5 mm für Kopfhörer                                                                                           | 1 × USB-C 3.1, 1. Generation (5 Gbit/s) 1 × 3,5 mm für Kopfhörer                                                                                           | 1 × USB-C 3.1, 1. Generation (5 Gbit/s) 1 × 3,5 mm für Kopfhörer                                                                                                |
| Akku (Lithium‑Polymer)                        | 39,7 Wh | 41,4 Wh | 41,4 Wh |
| Akku (Lithium‑Polymer)                        | fest verbaut (geklebt) | | |
| Ursprüngliches Betriebssystem                 | OS X Yosemite 10.10 | OS X El Capitan 10.11 | MacOS Sierra 10.12 |
| Aktuelles Betriebssystem                      | macOS Big Sur 11 | macOS Monterey 12 | macOS Ventura 13 |
| Gewicht                                       | 920 g | 920 g | 920 g |
| Abmessungen (H×B×L)                           | 3,5 – 13,1 mm × 285 mm × 196,5 mm | 3,5 – 13,1 mm × 285 mm × 196,5 mm | 3,5 – 13,1 mm × 285 mm × 196,5 mm |

## Kompatible Betriebssysteme

### Kompatible MacOS-Versionen
Die aktuellste kompatible Version von MacOS ist MacOS Ventura.
| OS Version        | Modell     | Modell     | Modell  |
| OS Version        | Early 2015 | Early 2016 | 2017    |
| ----------------- | ---------- | ---------- | ------- |
| 10.10 Yosemite    | 10.10.2    | —          | —       |
| 10.11 El Capitan  | J          | 10.11.4    | —       |
| 10.12 Sierra      | J          | J          | 10.12.5 |
| 10.13 High Sierra | J          | J          | J       |
| 10.14 Mojave      | J          | J          | J       |
| 10.15 Catalina    | J          | J          | J       |
| 11 Big Sur        | J          | J          | J       |
| 12 Monterey       | Patch      | J          | J       |
| 13 Ventura        | Patch      | Patch      | J       |
| 14 Sonoma         | Patch      | Patch      | Patch   |
| 15 Sequoia        | Patch      | Patch      | Patch   |

### Kompatible Windows-Versionen
| OS Version | Modell      | Modell      | Modell      |
| OS Version | Early 2015  | Early 2016  | 2017        |
| ---------- | ----------- | ----------- | ----------- |
| Windows 8  | ja          | ja          | N           |
| Windows 10 | ja          | ja          | ja          |
| Windows 11 | inoffiziell | inoffiziell | inoffiziell |